# 富田清吾
富田 清吾（とみた せいご、1946年12月1日 - 2022年3月11日）は、福島県出身の元プロ野球選手（投手）。左投左打。

## 来歴・人物
上京して進学した中央大学付属高等学校では勉学に支障をきたすとの父親の反対から野球部に所属せず、草野球でプレー。中央大学法学部を卒業。
日本アイ・ビー・エムに就職が決まっていたが、テストを受けて1968年ドラフト10位で巨人に入団。
中央大学に在籍していたものの、野球部出身ではなく、作家の藤原審爾がオーナーをしている準硬式リーグの名門藤原チームのエースだった。完全試合2回、ノーヒット・ノーラン4回を記録している。制球力も良く球速も速く、首脳陣から期待され、1969年のフレッシュオールスターに出場している。オーバースローから、シュート、カーブを武器にした。
しかし、一軍公式戦には出場できず、1972年自由契約となり、引退。

## 詳細情報

### 年度別投手成績
- 一軍公式戦出場なし

### 背番号
- 68 （1969年 - 1972年）